# Uhlířský vrch (přírodní památka, okres Český Krumlov)
Uhlířský vrch je přírodní památka v okrese Český Krumlov. Nachází se na Šumavě (Lučská hornatina), na severním svahu Uhlířského vrchu (925 m), dva kilometry jihozápadně od Loučovic. Je součástí přírodního parku Vyšebrodsko. Předmětem ochrany je zbytek horského smíšeného a suťového lesa.
Samotný 925 metrů vysoký Uhlířský vrch geomorfologicky spadá do celku Šumava, podcelku Trojmezenská hornatina, okrsku Lučská hornatina a podokrsku Loučovická hornatina.